# Julie-Victoire Daubié
Julie-Victoire Daubié, talvolta citata come Julie Daubié o Victoire Daubié (Bains-les-Bains, 26 marzo 1824 – Fontenoy-le-Château, 26 agosto 1874), è stata una scrittrice, giornalista e femminista francese, una delle rappresentanti più importanti del movimento femminista francese della seconda metà del XIX secolo.
È ricordata per essere stata la prima donna francese a iscriversi alla maturità, che ottenne a Lione il 17 agosto 1861. È anche la prima donna a ottenere una licence ès lettres (corrispondente all'attuale laurea breve di tre anni) dalla Sorbona il 28 octobre 1871.

## Biografia
Julie-Victoire nasce il 26 agosto 1824 a Bains-les-Bains, una piccola cittadina nel dipartimento dei Vosgi. Suo padre Jean Nicolas Bernardin Daubié lavora alla Manifattura reale di Bains-les-Bains, la madre Marie Anne Victoire Colleüille si occupa della famiglia. La sua è una famiglia numerosa, Julie-Victoire è l'ultimo genita di otto figli: François Nestor (1809-1875), Joseph Florentin (1810-1885), Marie Louise (1812-1888), Julie Victoire Antoinette (1815-1864), Jean Baptiste Auguste (1816-1886), Nicolas Constant (1819-1864) e Marie Joséphine (1822-1891). Il padre, che era impiegato, decede il 13 ottobre 1825 lasciando la famiglia priva di risorse. La madre prende la decisione di trasferirsi a Fontenoy-le-Château, dove risiede la famiglia paterna e materna, per poter beneficiare del loro aiuto.
Julie-Victoire ha l'opportunità di frequentare la scuola, cosa non evidente per le bambine dell'epoca, poiché la "legge Guizot" del 28 giugno 1833, prevedeva l'aiuto alla scolarizzazione solo per i bambini maschi. I suoi risultati scolastici sono così buoni che il 31 agosto 1844 riesce a ottenere il certificato di attitudine all'insegnamento primario superiore. Inizia così la sua attività d'insegnante che la mette in contatto anche con i ceti meno abbienti. Nel 1859 l'Accademia di Lione lancia un concorso che ha come soggetto un argomento che le sta a cuore "... come migliorare lo statuto salariale delle donne...". Daubié vince il primo premio grazie al suo saggio La Femme pauvre au xixe siècle (in italiano: La donna povera del XIX secolo).
Desiderosa di ampliare la sua cultura, studia latino e greco con suo fratello Joseph Florentin che, avendo frequentato il seminario, le conosce bene. Grazie alla sua vittoria al concorso del 1859 e all'intervento di François Barthélemy Arlès-Dufour, grande umanista e molto influente nell'ambiente lionese, che Daubié viene ammessa alla maturità. Il 16 agosto 1861 passa le prove scritte e il 17 agosto il voto della commissione esaminatrice è più che favorevole. All'epoca gli esami non ricevevano un punteggio ma piuttosto una votazione che si effettuava con delle palline colorate. Daubié ricevette sei palline rosse (favorevole), tre palline bianche (astensione) una pallina nera (negativo). Nonostante il risultato altamente positivo, l'allora ministro dell'istruzione Gustave Rouland si rifiuta, in un primo momento di vidimare il diploma. Fu necessaria una campagna stampa e l'intervento dell'imperatrice Eugenia per convincerlo a firmare il diploma. Daubié ha 37 anni.

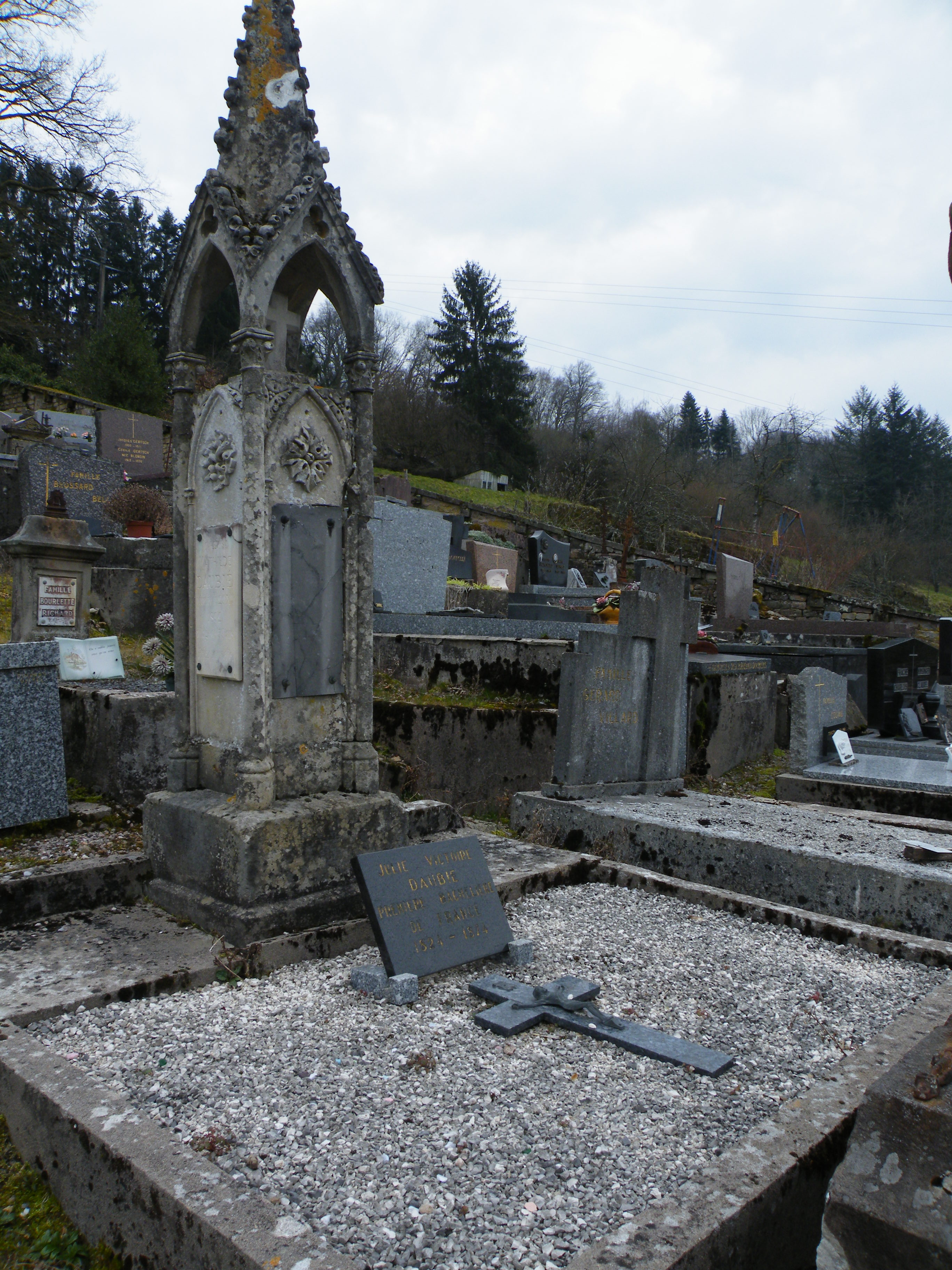
Tomba di Julie-Victoire Daubié nel cimitero di Fontenoy-le-Château

Daubié si trasferisce a Parigi, la sua reputazione la precede, dà conferenze, scrive articoli e viene citata come esperta per l'istruzione. Famoso è l'articolo che C. de Sault (pseudonimo utilizzato da Claire de Charnacé) redige citando i suoi lavori e apparso sul quotidiano francese La Presse. Diventa molto attiva non solo per i diritto all'istruzione, ma anche per i diritti delle donne. Nel 1870 partecipa a una commissione parigina creata per sviluppare un insegnamento comunale di qualità, che le permette di conoscere donne molto attive socialmente come: Emma Chenu, Clarisse Coignet, Marie-Joséphine de Marchef-Girard, Joséphine Bachellery, Julie Toussaint. Rientrata a Fontenoy a causa dei disordini dovuti all'esperienza del Comune di Parigi, riesce a ottenere la licence ès lettres nell'ottobre 1871, senza aver mai frequentato nessun corso e diventando così la prima donna a potersi fregiare di tale diploma accademico. Nel contempo continua la sua attività di giornalista, scrivendo articoli sulla condizione femminile, in particolare per L'avenir des femmes. Con il sostegno di François Barthélemy Arlès-Dufour, che conosce bene, fonda l'Association pour l'émancipation progressive de la femme, con la quale milita per il diritto di voto delle donne nubili o vedove, visto come prima tappa per ottenere poi il suffragio femminile. L'associazione ha vita breve e con la morte di Arlès-Dufour, che forniva il sostegno finanziario, e l'arrivo di Patrice de Mac-Mahon, uomo reazionario, Daubié si ritira definitivamente nella sua casa di Fontenoy-le-Château. Muore nubile a cinquant'anni il 26 agosto 1874, lasciando alla sua famiglia un discreto patrimonio. Il suo corpo è sepolto nel cimitero della sua città natale.

## Riconoscimenti
- Numerose scuole e istituti in tutta la Francia le sono intitolati.
- Numerose strade e piazze portano il suo nome in tutta la Francia.

## Pubblicazioni
- Du progrès de l'enseignement primaire: justice et liberté, Parigi (1862)
- De l'enseignement secondaire pour les femmes, Parigi, ed. Guillaumin (1865)
- La Femme pauvre au XIX siècle, Parigi, ed. Guillaumin (1866)
- L'Émancipation de la femme, Parigi, ed. Thorin (1871)
- La Tolérance légale du vice, Parigi, ed. Association pour l'émancipation progressive de la femme (1872)